# Immunitet ekonomiczny
Immunitet ekonomiczny – w średniowieczu przywilej nadawany (od XII wieku) przez książąt biskupstwom i klasztorom, polegający na przekazaniu panu gruntowemu prawa do pobierania niektórych danin i świadczeń należnych wcześniej władzy książęcej.